# Károly Takács
Károly Takács (21. ledna 1910 Budapešť – 5. ledna 1976 tamtéž) byl maďarský reprezentant ve sportovní střelbě, specialista na pistolové disciplíny. Byl členem klubu Honvéd Budapešť a sloužil jako voják z povolání v maďarské armádě. Na Letní olympijské hry 1936 nebyl nominován, protože měl hodnost četaře a na olympiádě podle tehdejších pravidel směli startovat jen důstojníci. V roce 1938 při vojenském cvičení přišel v důsledku výbuchu granátu o pravou ruku, avšak naučil se střílet levou a již o rok později byl na mistrovství světa ve sportovní střelbě členem vítězného družstva. Na olympiádě 1948 vyhrál soutěž ve střelbě z rychlopalné pistole na 25 metrů, vítězství obhájil na LOH 1952, na LOH 1956 obsadil osmé místo. Získal také bronzové medaile na MS 1958 ve velkorážní pistoli jednotlivců a rychlopalné pistoli družstev. Po ukončení aktivní kariéry byl trenérem, do výslužby odešel v hodnosti podplukovníka.